# Realismo peruano

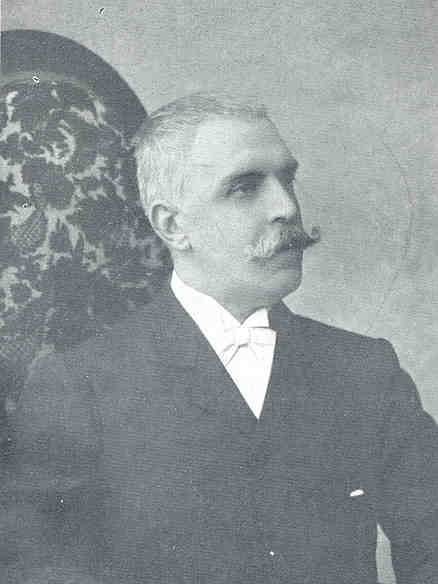
Manuel González Prada, el escritor más influyente del Realismo peruano.

El realismo es una corriente dentro de la literatura peruana. Relacionado al realismo literario europeo pero que mostraba el propio contexto peruano, especialmente durante el periodo de Reconstrucción Nacional terminada la Guerra del Pacífico que impactó de diversas maneras en la sociedad peruana. Manuel Gonzáles Prada, Mercedes Cabello de Carbonera y Clorinda Matto de Turner son algunas personalidades que representaron esta corriente.

## Historia
El realismo surgió en Europa, Francia, hacia la mitad del siglo XIX como reacción al romanticismo. Destacaron autores como el francés Gustave Flaubert (Madame Bovary) y el ruso Fiódor Dostoievski (Crimen y castigo), entre otros. En el Perú, el realismo se manifestó como reflejo del europeo, a fines del siglo XIX, en el periodo de la posguerra del Pacífico, pero no como mera imitación, sino con preocupaciones propias de nuestra realidad. El realismo peruano se tradujo en una generación de intelectuales que realizaron un balance objetivo de la realidad nacional, con afán crítico. Esto significó el primer intento de evaluación objetiva de la  realidad nacional.

## Contexto histórico
Hizo un análisis y planteamientos político-doctrinarios, cuestionó el sistema imperante y criticó el comportamiento de los caudillos militares.
Con este pensamiento nacionalista y afán renovador surge una literatura objetiva de acusación y análisis como reacción a la sensibilidad romántica. Provocó una actitud crítica, analítica y reflexiva que se manifiesta en la literatura. Ahora se quiere reflexionar y afrontar la realidad con crudeza y tal como es. Por ello, los escritores realistas se preocuparon por estudiar las relaciones entre el hombre y la sociedad, sus conflictos y problemas cotidianos.

## Características
Se evidencia la sustitución de los temas intimistas, legendarios y fantásticos típicos del movimiento anterior (romanticismo) por la descripción del mundo real y exterior: lo cual es cotidiano, lo fácilmente observable. De ahí el auge que experimenta la novela, género literario más apto para explayarse en descripciones.Se produjo un intento de abarcar toda la realidad, tantos los ambientes familiares y sociales en que se mueven los personajes, como sus conflictos anímicos. La literatura girará pues, en torno a dos grandes ejes: lo social y lo psicológico. Afán de objetividad del escritor, quien abandona el punto de vista para hacer más verosímiles sus historias. Todas las obras de este periodo presentan las siguientes características:
- Indigenismo y nacionalismo violento
- Es la antítesis del Romanticismo
- Corriente marcada hacia la objetividad
- Desarrollo como temas socioeconómicos
- Antihispanismo y Anticlericalismo
- Describe con precisión a los personajes y escenarios
- Es generación del pasado
- Mostró rechazo a la iglesia
- Prevalece el ensayo y la novela

## Representantes
- Mercedes Cabello de Carbonera
- Manuel González Prada
- Clorinda Matto de Turner
- Teresa González de Fanning
- Abelardo Gamarra
- María Nieves y Bustamante
- Carlos Germán Amézaga